# Dolmen des Rossignols
Le dolmen des Rossignols est un dolmen situé à Saint-Brevin-les-Pins, dans le département de la Loire-Atlantique.

## Historique
Le dolmen est découvert en 1903 lors d'un labour par le propriétaire du terrain, Monsieur Lesueur. Le monument est inscrit au titre des monuments historiques en 1982.

## Description
Le couloir d'accès est orienté au sud-est. Il est en grande partie recouvert par la dune. La chambre sépulcrale est de forme circulaire. Elle mesure 4 m de diamètre. Elle a conservé tous ses orthostates. Elle était recouverte d'une unique table de couverture qui a été déplacée lors de la fouille. Elle mesure 4 m de long sur 3 m de large et 0,70 m d'épaisseur. Elle comporte des traces d'une tentative de débitage (emplacements destinés à recevoir des coins de bois) par des carriers.
Lors de la fouille de l'édifice en 1903, seule la chambre fut déblayée. Deux grandes lames de silex y furent découvertes.